# Iced!
Iced! (I Can End Deportation) est jeu vidéo dont le jeu est disponible depuis janvier 2008 dans lequel le joueur endosse le rôle d'un immigré illégal à la frontière entre les États-Unis et le Mexique. Le créateurs affirment que le but est de mettre le joueur dans la peau du personnage et de voir comment c'est de vivre comme un immigré illégal.